# UNB (nhóm nhạc)
UNB (Hangul: 유앤비) là một nhóm nhạc nam Hàn Quốc được thành lập thông qua chương trình thực tế của KBS The Unit  Nhóm bao gồm 9 thành viên: Jun, Euijin, Go Ho-jung, Feeldog, Marco, Ji Han-sol, Daewon, Kijung, và Chan. Ngày 7 tháng 4 UNB ra mắt với album đầu tay của họ Boyhood.

## Lịch sử

### The Unit: Idol Rebooting Project
Trước The Unit, tất cả các thành viên đã tham gia tích cực trong ngành giải trí: Feeldog ra mắt vào năm 2012 với tư cánh là thành viên của Big Star, Euijin gia nhập A.cian vào năm 2014 dưới tên Lo-J nhưng đã rời nhóm vào năm 2015 vì lý do sức khỏe, sau đó debut lần nữa vào năm 2016 với tư cách là thành viên của Bigflo. Daewon ra mắt với tư cách là thành viên của Madtown vào năm 2014, nhưng nhóm đã tan rã sau đó. Ko Hojung ra mắt với tư cách là thành viên của Hotshot trong năm 2014. Jun gia nhập U-KISS với tư cách là thành viên nhỏ tuổi nhất vào năm 2014. Năm 2017, Chan ra mắt với tư cách là thành viên của A.C.E, Kijung là thành viên của IM, Marco là thành viên của Hot Blood Youth. Ji Hansol là cựu thực tập sinh của SM Rookies đã rời công ty năm 2017 để ký hợp đồng với J-FLO Entertainment và chuẩn bị ra mắt trong ban nhạc New Kidd.
Vào tháng bảy, 2017, KBS công bố chương trình sống còn mới của họ sẽ cho ra mắt 1 nhóm nam và 1 nhóm nữ gồm 9 thành viên mỗi nhóm vỡi những thần tượng đã từng ra mắt trước đó. Chương trình tạo cho họ cơ hội để thể hiện tài năng của họ mà họ có thể chưa từng có trước đây. Chương trình lên sóng vào ngày 28 tháng 10 năm 2017 và kết thúc vào ngày 10 tháng 2 năm 2018.
Ngày 21 tháng 2 năm 2018, The Unit thông báo rằng nhóm nam Uni+B sẽ tổ chức fan-meeting đầu tiên vào ngày 3 tháng 3 tại Blue Square iMarket Hall. Vé đã được bán hết trong vòng 2 giờ sau khi mở bán.
Ngày 24 tháng 2, chương trình đặc biệt của The Unit, 9 thí sinh nam cuối cùng của "Uni+ B" trở thành UNB.

### 2018–đến nay: Ra mắt vớiBoyhood
Vào ngày 7 tháng 4, UNB chính thức ra mắt với EPs mang tên Boyhood. EPs gồm 2 bài tiêu đề "Feeling" và "Only One".

## Các thành viên
- Euijin (의진; Bigflo)
- Feeldog (필독; Big Star) — leader
- Daewon (대원; former Madtown)
- Marco (마르코; Hot Blood Youth)
- Go Ho-jung (고호정; Hotshot)
- Ji Han-sol (지한솔; New Kidd)1

- Jun (준; U-KISS)
- Chan (찬; A.C.E)
- Kijung (기중; IM)

## Danh sách đĩa nhạc

### EPs
| Tiêu đề | Chi tiết | Vị trí cao nhát | Vị trí cao nhát | Doanh Số                     |
| Tiêu đề | Chi tiết | KOR             | JPN             | Doanh Số                     |
| ------- | --- | --------------- | --------------- | ---------------------------- |
| Boyhood | - Phát hành: ngày 7 tháng 4 năm 2018 - Hãng đĩa: All the Happy People, Interpark Music - Định dạng: CD, digital download Track listing 1. 감각 2. ONLY ONE 3. Ride With Me 4. 믿어줘 (Rebooting) 5. 감각 (Inst.) 6. ONLY ONE (Inst.) | 2               | 40              | - KOR: 26,954+ - JPN: 2,853+ |

## Chương trình

### Truyền hình
- The Unit (KBS2, 2017–18)